# Cyril Hardcastle
Cyril Hardcastle (sinh năm 1919) là một cựu cầu thủ bóng đá người Anh từng thi đấu ở vị trí tiền đạo trung tâm.

## Sự nghiệp
Sinh ra ở Halifax, Hardcastle thi đấu cho Bradford City.
Đối với Bradford City ông có 4 lần ra sân ở Football League.